# Zhou Mi (chanteur)
Dans ce nom chinois, le nom de famille, Zhou, précède le nom personnel.
Zhou Mi né le 19 avril 1986, est un chanteur chinois, membre du sous-groupe de Super Junior, Super Junior-M ainsi que du groupe de ballade, SM The Ballad.
En 2014, il sort son premier mini-album, Rewind.

## Biographie

### Jeunesse
Zhou Mi est né à Wuhan en Chine et étudie la radiodiffusion au Beijing Normal University Zhuhai Campus. Au lycée, Zhou Mi a commencé à participer à des compétitions nationales de chant, remportant la plupart d'entre elles.

### Super Junior-M
Le groupe débute en Chine le 8 avril 2008, avec la sortie de "U", une version en mandarin du titre "U" de Super Junior sorti en 2006. Zhou Mi est le chanteur principal du sous-groupe,.

### Hôte
Le 22 octobre 2014, Zhou Mi devient le nouveau présentateur de la saison 4 de l'émission The Show sur SBS MTV aux côtés de Jiyeon (T-ara) et de Hongbin (VIXX).

## Discographie

### Mini-album
- Rewind (2014)

## Récompenses et nominations
| Année                     | Catégorie                    | Travail nommé                | Résultat   | Réf.  |
| ------------------------- | ---------------------------- | ---------------------------- | ---------- | ----- |
| 9th Chinese Music Awards  |                              |                              |            |       |
| 2013                      | Best Chinese Song (Mainland) | Distant Embrace (距離的擁抱) | Lauréat    | [ 7 ] |
| 2013                      | Internet Popularity Award    | Lui-même                     | Lauréat    | [ 7 ] |
| SBS PopAsia Awards        |                              |                              |            |       |
| 2014                      | Best Solo Artist             | Lui-même                     | Nomination | [ 8 ] |
| Apollo Music Oscar Awards |                              |                              |            |       |
| 2014                      | Music Video                  | Rewind                       | Nomination | [ 9 ] |

### Compétitions
| Année | Chaine TV                        | Compétition                                                                      | Titres                                             | Réf.   |
| ----- | -------------------------------- | -------------------------------------------------------------------------------- | -------------------------------------------------- | ------ |
| 2002  | MTV                              | MTV-Pantene New Voices Competition                                               | Best Male Singer (National)                        | [ 10 ] |
| 2003  | HBS: HNTV                        | Happy Camp : Wenquxing Crazy for the Stars Star Ambassador Selection Competition | Energetic Star                                     |        |
| 2003  |                                  | Shanghai Asia Music Festival Newcomer Competition                                | First place (Beijing area)                         |        |
| 2003  | Newcomer Award (National)        | Shanghai Asia Music Festival Newcomer Competition                                |                                                    |        |
| 2005  | MTV                              | MTV Music Nation Idol Competition                                                | First place (National)                             |        |
| 2005  | MTV                              | MTV Music Nation Idol Competition                                                | Third place (Guangdong)                            |        |
| 2005  | MTV                              | The 3rd MTV-Samsung School Campus: Breath of Fresh Air Singing Competition       | University Idol Singer Award (National)            | ,      |
| 2005  |                                  | Converse School Campus Music Festival                                            | First place (National)                             | [ 13 ] |
| 2005  | Warner Music Singing Competition | First place (National)                                                           | [ 14 ]                                             |        |
| 2005  | CETV                             | China Mobile Moves the Land "Emotional New Voices" Competition                   | First place (China)                                | [ 15 ] |
| 2005  | CETV                             | China Mobile Moves the Land "Emotional New Voices" Competition                   | 2005 Newcomer Award (China)                        |        |
| 2005  | MTV                              | MTV-Olay New Talent Competition                                                  | First place (Guangdong)                            | [ 16 ] |
| 2006  | CCTV: CCTV-1                     | CCTV Hosting Competition: Challenging the Host                                   | Final 16 (National)                                |        |
| 2007  |                                  | S.M. UCC CONTEST Celebrity Challenge "Explosive! category"                       | First place ("Most Strongly Recommended" category) |        |

## Programmes de classement musicaux

### The Show
| Année | Date        | Chanson   |
| ----- | ----------- | --------- |
| 2014  | 18 novembre | "Rewind", |

### Sources
- (en) Cet article est partiellement ou en totalité issu de l’article de Wikipédia en anglais intitulé « Zhou Mi (singer) » (voir la liste des auteurs).